# Nuoto ai Giochi della XXIX Olimpiade - 800 metri stile libero femminili

## Record
Prima di questa competizione, il record del mondo (WR) e il record olimpico (OR) erano i seguenti.
|  | 8'16"22 | Janet Evans Stati Uniti    | 20 agosto 1989 Tokyo, Giappone      |
|  | 8'19"67 | Brooke Bennett Stati Uniti | 22 settembre 2000 Sydney, Australia |

Durante l'evento sono stati migliorati i seguenti record:
| Data      | Evento      | Atleta            | Nazione     | Tempo   | Record |
| --------- | ----------- | ----------------- | ----------- | ------- | ------ |
| 14 agosto | 4ª batteria | Rebecca Adlington | Regno Unito | 8'18"06 |        |
| 16 agosto | Finale      | Rebecca Adlington | Regno Unito | 8'14"10 |        |

## Batterie
Si sono svolte 5 batterie di qualificazione. Le prime 8 atlete si sono qualificate per la finale.
| #  | Batteria | Corsia | Atleta                         | Nazionalità | Tempo   | Note  |
| -- | -------- | ------ | ------------------------------ | ----------- | ------- | ----- |
| 1  | 4        | 4      | Rebecca Adlington              | Regno Unito | 8:18.06 | Q, OR |
| 2  | 3        | 5      | Camelia Alina Potec            | Romania     | 8:19.70 | Q     |
| 3  | 4        | 2      | Lotte Friis                    | Danimarca   | 8:21.74 | Q     |
| 4  | 5        | 5      | Alessia Filippi                | Italia      | 8:21.95 | Q     |
| 5  | 4        | 3      | Kylie Palmer                   | Australia   | 8:22.81 | Q, OC |
| 6  | 5        | 1      | Elena Sokolova                 | Russia      | 8:23.07 | Q     |
| 7  | 3        | 6      | Li Xuanxu                      | Cina        | 8:24.37 | Q     |
| 8  | 5        | 7      | Cassandra Patten               | Regno Unito | 8:25.91 | Q     |
| 9  | 4        | 1      | Wendy Trott                    | Sudafrica   | 8:26.21 | AF    |
| 10 | 5        | 4      | Kate Ziegler                   | Stati Uniti | 8:26.98 |       |
| 11 | 3        | 4      | Katie Hoff                     | Stati Uniti | 8:27.78 |       |
| 12 | 5        | 6      | Coralie Balmy                  | Francia     | 8:28.34 |       |
| 13 | 3        | 3      | Flavia Rigamonti               | Svizzera    | 8:28.67 |       |
| 14 | 3        | 8      | Andreina del Valle Pinto Perez | Venezuela   | 8:30.30 |       |
| 15 | 4        | 7      | You Meihong                    | Cina        | 8:31.11 |       |
| 16 | 5        | 3      | Erika Villaécija               | Spagna      | 8:32.27 |       |
| 17 | 5        | 8      | Melissa Gorman                 | Australia   | 8:32.34 |       |
| 18 | 2        | 4      | Susana Escobar                 | Messico     | 8:33.51 |       |
| 19 | 5        | 2      | Sophie Huber                   | Francia     | 8:33.76 |       |
| 20 | 2        | 5      | Kristel Köbrich                | Cile        | 8:34.25 |       |
| 21 | 3        | 1      | Maiko Fujino                   | Giappone    | 8:35.60 |       |
| 22 | 2        | 1      | Joerdis Steinegger             | Austria     | 8:36.40 |       |
| 23 | 3        | 7      | Tanya Hunks                    | Canada      | 8:38.05 |       |
| 24 | 2        | 3      | Gabriella Fagundez             | Svezia      | 8:39.06 |       |
| 25 | 4        | 6      | Jaana Ehmcke                   | Germania    | 8:39.51 |       |
| 26 | 2        | 6      | Reka Nagy                      | Ungheria    | 8:40.38 |       |
| 27 | 4        | 5      | Ai Shibata                     | Giappone    | 8:41.63 |       |
| 28 | 4        | 8      | Eleftheria Evgenia Efstathiou  | Grecia      | 8:41.65 |       |
| 29 | 1        | 4      | Au Hoi Shun Stephanie          | Hong Kong   | 8:41.66 |       |
| 30 | 2        | 8      | Lynette Lim                    | Singapore   | 8:45.56 |       |
| 31 | 2        | 2      | Cecilia Biagioli               | Argentina   | 8:50.18 |       |
| 32 | 1        | 5      | Golda Marcus                   | El Salvador | 8:51.21 |       |
| 33 | 1        | 3      | Eva Lehtonen                   | Finlandia   | 8:53.50 |       |
| 34 | 2        | 7      | Cai Lin Khoo                   | Malaysia    | 9:04.86 |       |
| 35 | 1        | 3      | Karolina Paulina Szczepaniak   | Polonia     | 9:08.87 |       |
| 36 | 3        | 2      | Federica Pellegrini            | Italia      | DNS     |       |

## Finale
Sabato 16 agosto
| Posizione | Atleta              | Paese       | Tempo   | Note |
| --------- | ------------------- | ----------- | ------- | ---- |
|           | Rebecca Adlington   | Regno Unito | 8:14.10 | WR   |
|           | Alessia Filippi     | Italia      | 8:20.23 |      |
|           | Lotte Friis         | Danimarca   | 8:23.03 |      |
| 4         | Camelia Alina Potec | Romania     | 8:23.11 |      |
| 5         | Li Xuanxu           | Cina        | 8:26.34 |      |
| 6         | Kylie Palmer        | Australia   | 8:26.39 |      |
| 7         | Elena Sokolova      | Russia      | 8:29.79 |      |
| 8         | Cassandra Patten    | Regno Unito | 8:32.35 |      |